# Vasalja, Vas
Vasalja  este un sat în districtul Körmend, județul Vas, Ungaria, având o populație de 321 de locuitori (2011). 

## Demografie
Componența etnică a satului Vasalja
     Maghiari (100%)
Componența confesională a satului Vasalja
     Romano-catolici (76,01%)
     Fără religie (3,12%)
     Reformați (2,8%)
     Luterani (1,56%)
     Necunoscută (16,51%)
Conform recensământului din 2011, satul Vasalja avea 321 de locuitori. Din punct de vedere etnic, majoritatea locuitorilor (100,0%) erau maghiari.  Din punct de vedere confesional, majoritatea locuitorilor (76,01%) erau romano-catolici, existând și minorități de persoane fără religie (3,12%), reformați (2,8%) și luterani (1,56%). Pentru 16,51% din locuitori nu este cunoscută apartenența confesională.